# S 노벨
S 노벨은 2012년 창립된 소미미디어의 라이트 노벨 레이블이다. 발매일은 1일과 15일이다. 창간작으로는 던전에서 만남을 추구하면 안 되는 걸까, 백은의 구세기, 시스터 서큐버스는 참회하지 않아이며 창간작 세트로도 판매가 되었다.

## 작품 목록

### 발행 중
- 던전에서 만남을 추구하면 안 되는 걸까 / 오모리 후지노 / 13권
  - 소드 오라토리아 / 오모리 후지노 / 10권
  - 파밀리아 크로니클 episode 류
- 백은의 구세기 / 아마노 토케이 / 3권
- 바람에 흩날리는 브리건딘 / 코야마 타케루 / 3권
- 미소녀가 너무 많아 살아갈 수 없어 / 아시아 로쿠츠키 / 2권
- 검신의 계승자 / 카가미 유 / 7권
- 내 천사는 연애 금지! / 미츠키 린 / 2권
- 헌드레드 / 미사키 준 / 7권
- 슬리핑 스트레거 / 마노 마오 / 3권
- 아크 9 / 야스이 켄타로 / 2권
- 용을 죽인 자의 나날 / 아카유키 토나 / 6권
- 나이츠&매직 / 아마자케노 히사고 / 8권
- 잿더미의 카디널 레드 / 니시무라 세이 / 2권
- 아마기 브릴리언트 파크 / 가토 쇼지 / 7권
- 아마기 브릴리언트 파크 메이플 서머너 / 야나카와 케이쇼 / 3권
- 시간의 악마와 세 개의 이야기 / 코로미고야 / 1권
- 마기과의 검사와 소환마왕 / 미하라 미츠키 / 9권
- 닌자 슬레이어 / 브래들리 본드, 필립 N 모제즈 / 4권
- 낙제 기사의 영웅담 / 미소라 리쿠 / 10권
- 백련의 패왕과 성약의 발키리 / 타카야마 세이치 / 5권
- 소환주는 가출 고양이 / 타카미 카즈유키 / 1권
- 나의 용사 / 아오이 세키나 / 2권
- 누나는 중2병 / 후지타카 츠요시 / 6
- 부유학원의 앨리스&셜리 / 무라사키 유기야 / 2권
- 키스에서 시작되는 발키리 / 츠키미 소헤이 / 1권
- 고1이지만 이세계 성주로 부임했습니다 / 카가미 히로유키 / 10권
- 성검의 공주와 신맹기사단 / 스기하라 토모노리 / 2권
- 내가 사는 의미 / 아카츠키 카케야 / 6권
- 앨리스 리로디드 / 아카네야 마츠리 / 2권
- 내 인생에는 심각한 버그가 있다 / 시야케 유나 / 1권
- 배리어블 액셀 / 나나죠 츠요시 / 1권
- 검은 영웅의 일격무쌍 / 노조미 코타 / 5권
- 친구부터 부탁합니다 / 시미즈 마리코 / 1권
- 경계선상의 호라이즌 / 카와카미 미노루
  - 1권 상·하
  - 2권 상·하
  - 3권 상·중·하
  - 4권 상·중·하
  - 5권 상·하
  - 6권 상·중·하
- 스트라이프 더 팬저 / 타메조 / 1권
- 그랑크레스트 전기 / 미즈노 료 / 8권
  - 그랑크레스트 어뎁트 / 카키 노타네
- 메이지 오블리주 / 우치야마 야스지로 / 1권
- 밤의 공주 / 마이사카 쿄우 / 1권
- 나와 그녀와 그녀와 그녀 / 타오 노리타케 / 2권
- 연애 히어로 / 오우미마 츠카사 / 2권
- 나성의 엠페로이더 / 카도노 코헤이 / 1권
- 고교생 마왕의 결단 / 미즈구치 타카후미 / 2권
- 신안의 영웅제독 / 토미나가 히로시 / 2권
- 첫사랑 컨티뉴 / 나카히로 / 2권
- 클레이와 핀과 꿈꾸는 편지 / 토모노 쇼 / 1권
- 록 페이퍼 시저스 / 키무라 신이치 / 1권
- 영겁회귀의 릴리 마테리아 / 미카도 테츠로 / 2권
- 플레임 왕국 흥망기 / 소다 요우 / 6권
- 신탁학원의 초월자 / 슈도 카오루 / 1권
- 랜스&마스크 / 코야스 히데아키 / 5권
- 온리 센스 온라인 / 아로하자초 / 12권
  - 백은의 여신 / 아로하자초 / 3권
- 이세계 마법은 뒤떨어졌다! / 히츠지 가메이 / 8권
- 스타더스트 영웅전 / 아라키 신 / 1권
- 오컬틱 나인 / 시쿠라 치요마루 / 2권
- 아카무라사키 아오이코의 분석은 엉망진창 / 쥬카이도 잇케이 / 1권
- 성흑의 용과 화약 의식 / 키타모노 아키노 / 1권
- 메이드 카페 히로시마 / 핫타 몽키 / 1권
- 7인의 미사키 / 마루야마 히데토 / 1권
- 세븐스 홀의 마녀 / 이케다 아사카 / 1권
- 롬니아 제국 흥망기 / 키타모노 아키노 / 1권
- 돌아온 용사 아마기 하루토 / 니시 / 1권
- 오오쿠의 사쿠라 / 아키라 / 3권
- 그리고 불멸의 레그날레 / 마사키 마사무네 / 1권
- 로또 400억에 당첨되었지만 이세계로 이주한다 / 스즈노키 쿠로 / 6권
- 드래그리미트 판타지아 / 아마기 슈스케 / 1권
- 선생님, 틀렸어요 / 키시 하이야 / 1권
- 넥스트 헤이븐 / 키스기 나오키 / 1권
- 이세계 미궁의 최심부로 향하자 / 와리나이 타리사 / 9권
- 모노노케 미스터리 / 테니오하 / 1권
- 굿 이터 / 아리키 신 / 2권
- 나는 이세계에서 부여마법과 소환마법을 저울질한다 / 요코츠카 츠카사 / 4권
- 어서오세요 실력지상주의 교실에 / 키누가샤 쇼고 / 8권, 4.5권, 7.5권
- 돌 마스터 / 사토 츠토무 / 1권
- 몬스터의 주인님 / 히구레 민토 / 4권
- 여기는 토벌 퀘스트 알선 창구 / 미사키 키타루 / 2권
- 보석을 토하는 소녀 / 나미아토 / 7권
- 격돌의 헥센나하트 / 카와카미 미노루 / 2권
- 부전무적의 버진 나이프 / 모리타 키세츠 / 2권
- 건소드.EXE / 키타가와 만타 / 1권
- 치트 약사의 이세계 여행 / 아카유키 토나 / 3권
- 사랑이다 연심이다를 단속하는 나에게 봄이 찾아왔기에 무질서 / 타케이 토카 / 1권
- CtG -제로에서 육성하는 전뇌소녀- / 간구도 / 2권
- 나의 히어로를 위한 알케멀스 / 오이즈미 타카시 / 1권
- 라스트 던전에 오신 걸 환영합니다 / 스오 츠카사 / 1권
- 영웅도시의 얼간이들/ 아사우라 / 1권
- 용사와 용사와 용사와 용사 / 가와기시 오교 / 1권
- 초인 고교생들은 이세계에서도 여유롭게 살아가나 봅니다! / 미소라 리쿠 / 1권
- 길드의 치트 접수원 / 나츠니 코타츠 / 2권 2.5권
- 포쿨 애프터 / 미즈사와 유메 / 1권
- 약캐 토모자키 군 / 야쿠 유우키 / 6권
- 오늘부터 나는 로리네 밥벌레! / 아카츠키 유키 / 3권
- 악마 같은 공작 일가 / 사카마타 네리모노 / 1권
- 엘프 신부와 함께하는 이세계 영주생활 / 와시노미야 다이진 / 2권
- 재림용사의 복수담 / 우사키 우사기 / 3권
- 젊은이들의 흑마법 기피가 심각합니다만, 취직해보니 대우도 좋고 사장도 사역마도 귀여워서 최고입니다! / 모리타 키세츠 / 1권
- 귀여우면 변태라도 좋아해 주실수 있나요? /  / 3권
- 친구 캐릭터는 어렵습니까? / 다테 야스시 / 2권
- 너 따위랑 사귈 수 있을 리 없잖아! 무리! 무리! 좋아해! / 우치보리 유이치 / 2권
- 언젠가 신화의 방과후 전쟁 /  / 1권

### 완결
- 나이트워치 시리즈 / 카도노 코헤이 / 3권
- 백은의 구세기 / 아마노 토케이 / 3권
- 냉장고 속에 나타난 그것(?!)이 나의 잠을 방해하고 있다 / 나츠메 케이
- 불교학교에 오신 것을 환영합니다 / 와카츠키 히카루
- 미남고교 지구방위부 LOVE! NOVEL! / 타카하시 나츠코
- 수국피는 계절에 우리는 감은한다 / 시모 후미미코
- 데스 니드 라운드 / 아사우라 / 3권
- 아오이와 슈레딩거의 그녀들 / 와타라이 나나미
- 여름의 끝과 리셋 그녀 / 사카이다 요시타카
- 말캉말캉 츠키타마 / 모리타 키세츠 / 3권
- 시스터 서큐버스는 참회하지 않아 / 오리구치 요시노 / 3권
- 아키하바라 던전 모험기담 / 나카노 쿠민 / 3권
- 요괴청춘백서 / 오키타 마사시
- 수목장 / 에나미 미츠노리
- 모브코이 / 시무라 카즈야
- 대마왕 자마코 씨와 전 인류 총 용사 / 키사키 카츠미
- 사이코메 / 미즈시로 미즈키 / 6권
- 그랑블루 판타지 / 하세가와 미야비 / 1권
- 기계 장치의 블러드하운드 / 츠이헤이지 리우
- 생보형님 / 아사우라
- 한 바다의 팔라스 아테나 / 하토미 스타 / 2권++
- 미래일기 / 타츠카와 미츠히코
- 용사와 마왕의 배틀은 거실에서 / 히즈키 나기 / 3권
- 개와 마법의 판타지 / 다나카 로미오
- G랭크 남고생과 더티 페스타 / 히데아키
- 열등 마검사와 공명소녀 부대 / 키스기 나오키 지음

### S노벨 플러스
- 전생했더니 슬라임이이었던 건에 대하여 / 후세 / 12권
- 재배소년
  - 인형과 백작의 저택 / 신채현, 차소희
  - 재배소년 일러스트 컬렉션 ~화원 일지~
  - 퇴마사와 늑대인간의 밤~ /단해, 샤아드
- 창룡전 / 다나카 요시키 / 4권
- 이세계 요리의 길 / EDA / 6권
- 슬라임 던전에서 천하를 얻고자 한다 / 카이토  / 4권
- 두 번째 인생은 이세계에서 / 마인 / 8권
- 인랑 전생, 마왕의 부관 / 효게츠 / 4권
- 현자의 제자를 자칭하는 현자 / 류센 히로츠구 / 9권
- 월드 티처 / 네코 코이치 / 7권
- 팔남이라니, 그건 아니지! / Y.A / 6권
- 저, 능력은 평균치로 해달라고 말했잖아요! / FUNA / 6권
- 전생했더니 검이었습니다 / 다나카 유 / 4권
- 인피니트 덴드로그램 / 카이도 사콘 / 7권
- 마녀의 여행 / 시라이시 죠우기 / 2권
- 마을사람입니다만, 문제라도? / 시라이시 아라타 / 4권
- 엘프 신부와 함께하는 이세계 영주 생활 / 와시노미야 다이진 / 3권
- 너와 나의 최후의 전장, 혹은 세계가 시작되는 성전 / 사자네 케이 / 1권
- 터무니 없는 스킬로 이세계 방랑 밥 / 1권 / 에구치 렌
- 성자무쌍 / 브로콜리 라이온/ 3권
- 오크기사 /  / 2권
- 그자 후에 /  / 3권
- 내 용맹에 떨어라 천지여 / 아와무라 아카미츠 / 3권
- 이세계에서 스킬을 해체했더니 치트급 아내가 증식했습니다 /  / 2권
- 우리 커피점에는 작은 마법사가 들어앉아 있다 / 테시마 후미노리 / 1권
- 리리엘과 기도의 나라 / 시라이시 죠우기 / 1권
- 포션빨로 연명합니다 / FUNA / 2권
- 가챠를 돌려 동료를 늘리고 최강의 미소녀 군단을 만들자 /  / 1권
- LV999의 마을사람 / 호시츠키 코네코 / 4권

### 완결
- DEEMO –Last Dream- / 키나 치렌

### S 코믹스
- 닌자 슬레이어 / 요고 유우키 / 1권
- 나만이 없는 거리 / 산베 케이 / 8권
- 던전에서 만남을 추구해선 안 되는 걸까 / 쿠나에다 / 9권
- 아마기 브릴리언트 파크 / 요시오카 키미타케 / 1권
- 던전밥 / 쿠이 료코 / 4권
- 팔견전 / 아베 미유키 / 6권
- 전생했더니 슬라임이이었던 건에 대하여 / 카와카미 타이키 / 2권
- 용의 귀여운 일곱 아이 / 쿠이 료코 / 1권
- 격돌의 헥센나이트 / 츠루기 야스유키 / 1권
- 경계선상의 호라이즌 / 타케나카 히데오 / 2권
- 온리센스 온라인 / 하니쿠라운 / 1권
- 소드 오라토리아 / 야기 타카시 / 4권
- 전생했더니 슬라임이이었던 건에 대하여 -마물의 나라를 즐기는 법- / 오카기리 쇼 / 2권

- 용의 학교는 산 위에 / 쿠이 료코

### S큐브
- 사라져라, 군청 / 코노 유타카
- 아메쿠 타카오의 추리 카르테 / 치넨 미키토 / 2권
- 모르는 영화의 사운드트랙을 듣다 / 타케미야 유우코
- 사라지지 않는 여름에 우리는 있다 / 미즈키 히로미
- 시간을 달리는 안경 / 후시노 미치루 / 1권
- 교토탐정 홈즈 / 모치즈키 마이 / 1권